# 2683 Brian
2683 Brian è un asteroide della fascia principale. Scoperto nel 1981, presenta un'orbita caratterizzata da un semiasse maggiore pari a 2,9156028 UA e da un'eccentricità di 0,0615075, inclinata di 1,48767° rispetto all'eclittica.